# Saint-Clar-de-Rivière
Saint-Clar-de-Rivière là một xã ở tỉnh Haute-Garonne vùng Occitanie tây nam nước Pháp. Xã Saint-Clar-de-Rivière nằm ở khu vực có độ cao trung bình 225 mét trên mực nước biển.